# Air Algerie

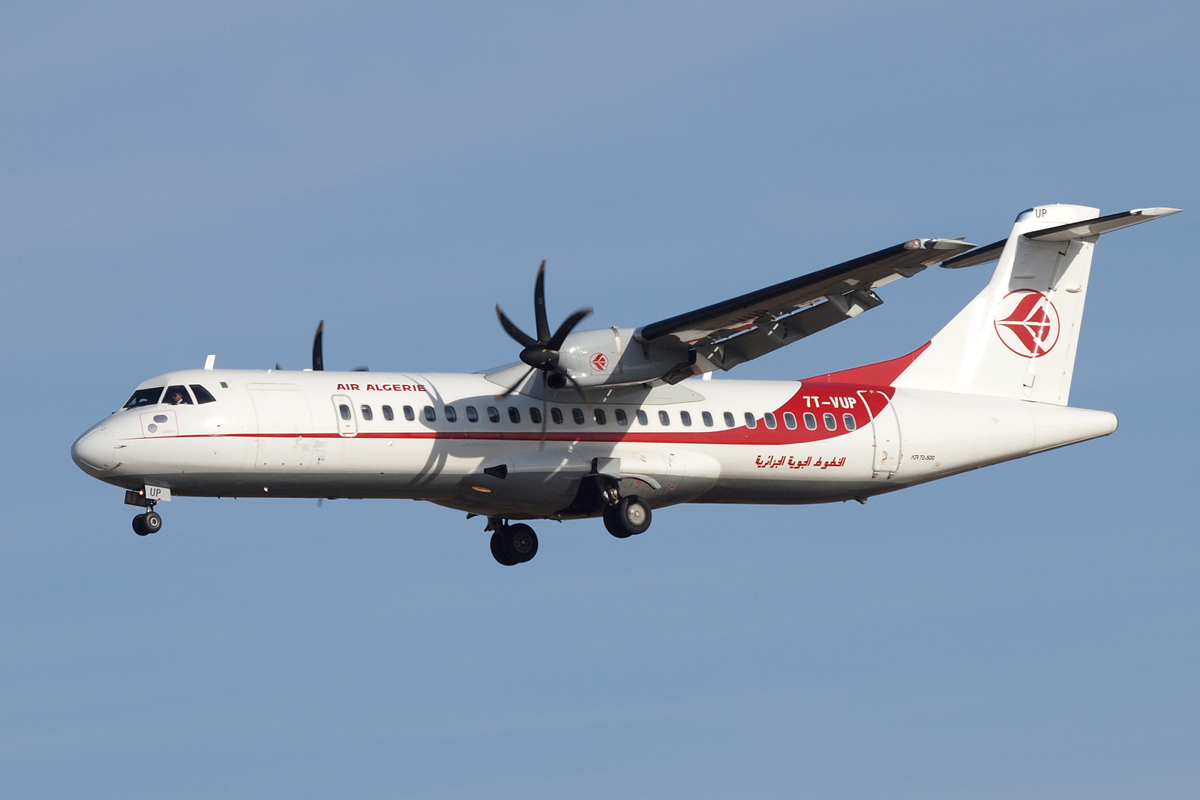
ATR 72-500 należący do linii

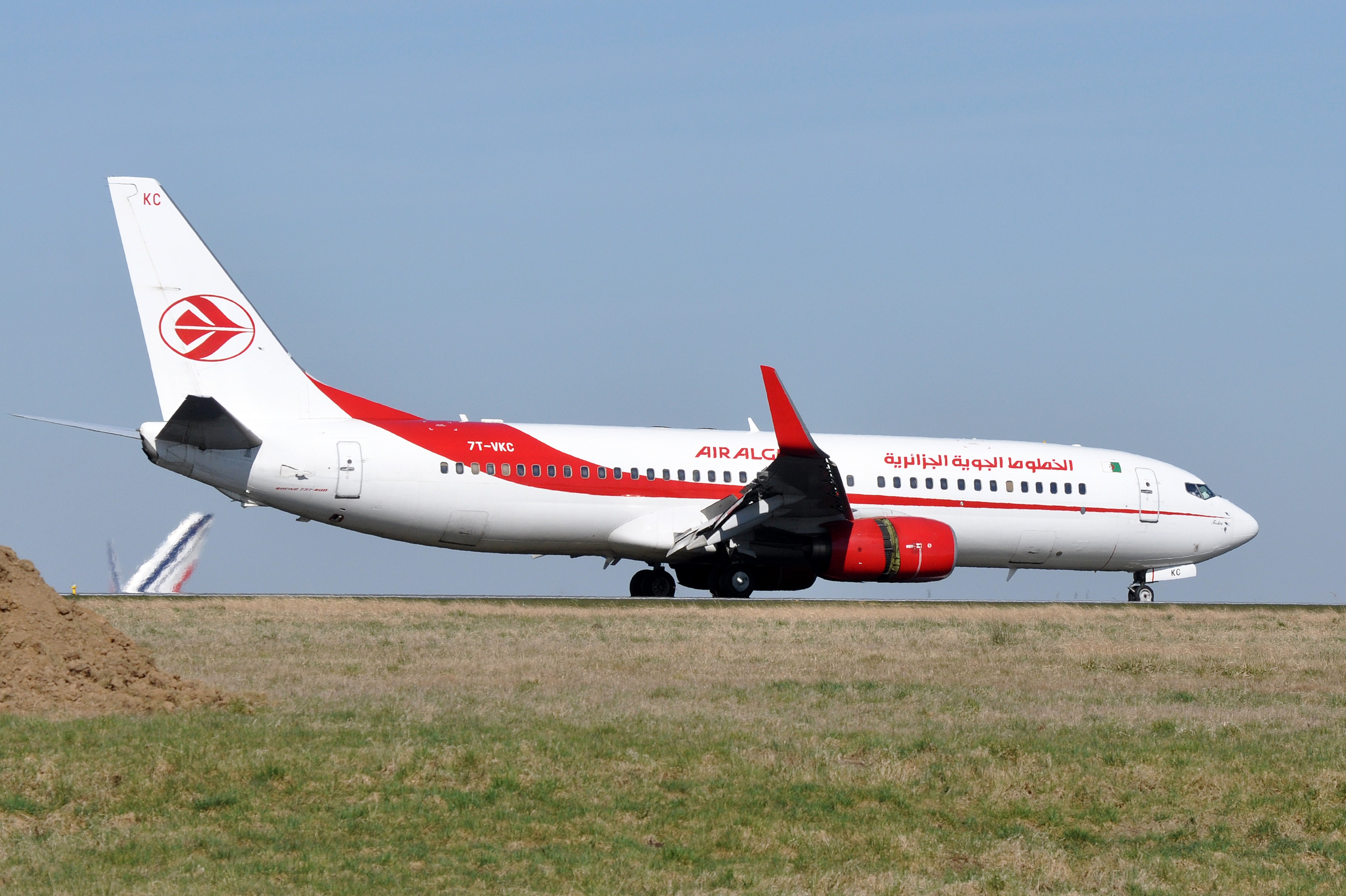
Boeing 737-800 Air Algerie na lotnisku Paryż-Roissy

Air Algérie (IATA: AH; ICAO: DAH) – algierskie państwowe linie lotnicze z siedzibą w Algierze. Air Algérie są członkiem Arab Air Carriers Organization.
Agencja ratingowa Skytrax przyznała liniom trzy gwiazdki.

## Historia
Linia lotnicza pod nazwą Compagnie Générale de Transports Aériens (CGTA) została założona w 1946, zaś realizacja pierwszych lotów rozpoczęła się w 1947. Z końcem lat 40. oferowała połączenia z miast Algierii Francuskiej do europejskich portów w Paryżu, Marsylii, czy Genewie.
W 1951 rentowność przewoźnika znacznie spadła i rozpoczęły się poszukiwania inwestora. Już w 1953 Compagnie Air Transport, linia zależna od Air France, połączyła się z CGTA tworząc CGTA Air Algérie. W tym czasie przewoźnik posiadał 16 samolotów, którymi we współpracy z Air France realizował połączenia między Algierem, Oranem i Philippeville, a miastami Europy.
W momencie odzyskania niepodległości w 1962, Air France kontrolował 98% udziałów Air Algérie, jednak do marca 1963 algierski rząd przejął większościowy pakiet udziałów (51%). Od tego czasu systematycznie nacjonalizował pozostałą część kapitału francuskiego i już w 1972 rząd był w posiadaniu 100% udziałów.

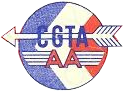
Logo przewoźnika w latach 50.

## Porty docelowe

### Afryka
- Algieria
  - Adrar (Port lotniczy Adrar)
  - Ajn Salih (Port lotniczy Ajn Salih)
  - Algier (Port lotniczy Algier)
  - Al-Kulaja (El Goléa) (Port lotniczy Al-Kulaja)
  - Al-Wadi (Port lotniczy Al-Wadi)
  - Annaba (Port lotniczy Annaba)
  - Batina (Port lotniczy Batina)
  - Baszszar (Port lotniczy Baszszar)
  - Biskira (Port lotniczy Biskira)
  - Dżanat (Port lotniczy Dżanat)
  - Dżidżili (Port lotniczy Dżidżili)
  - Ghardaja (Port lotniczy Ghardaja)
  - Hasi Masud (Port lotniczy Oued Irara)
  - Illizi (Port lotniczy Illizi)
  - In Amnas (Port lotniczy In Amnas)
  - Konstantyna (Port lotniczy Konstantyna)
  - Oran (Port lotniczy Oran As-Sanija)
  - Satif (Port lotniczy Satif)
  - Szalif (Port lotniczy Szalif)
  - Tamanrasset (Port lotniczy Tamanrasset)
  - Tibissa (Port lotniczy Tibissa)
  - Tijarat (Port lotniczy Tijarat)
  - Tilimsan (Port lotniczy Tilimsan)
  - Timimun (Port lotniczy Timimun)
  - Tinduf (Port lotniczy Tinduf)
  - Tukkurt (Port lotniczy Tukkurt)
  - Warkala (Port lotniczy Warkala)
- Burkina Faso
  - Wagadugu (Port lotniczy Wagadugu)
- Egipt
  - Kair (Port lotniczy Kair)
- Libia
  - Trypolis (Port lotniczy Trypolis)
- Mali
  - Bamako (Port lotniczy Bamako)
- Maroko
  - Casablanca (Port lotniczy Casablanca)
- Mauretania
  - Nawakszut (Port lotniczy Nawakszut)
- Niger
  - Niamey (Port lotniczy Niamey)
- Senegal
  - Dakar (Port lotniczy Dakar)
- Tunezja
  - Tunis (Port lotniczy Tunis)
- Wybrzeże Kości Słoniowej
  - Abidżan (Port lotniczy Abidżan)

### Ameryka Północna
- Kanada
  - Montreal (Port lotniczy Montreal-Pierre Elliott Trudeau)

### Azja
- Arabia Saudyjska
  - Dżudda (Port lotniczy Dżudda)
- Jordania
  - Amman (Port lotniczy Amman)
- Liban
  - Bejrut (Port lotniczy Bejrut)
- Syria
  - Damaszek (Port lotniczy Damaszek)
- Zjednoczone Emiraty Arabskie
  - Dubaj (Port lotniczy Dubaj)

### Europa
- Belgia
  - Bruksela (Port lotniczy Bruksela)
- Francja
  - Bordeaux (Port lotniczy Bordeaux-Mérignac)
  - Lille (Port lotniczy Lille-Lesquin)
  - Lyon (Port lotniczy Lyon-Saint-Exupéry)
  - Marsylia (Port lotniczy Marsylia)
  - Metz/Nancy (Port lotniczy Metz/Nancy-Lotaryngia)
  - Montpellier (Port lotniczy Montpellier)
  - Miluza (Port lotniczy EuroAirport Bazylea-Miluza-Fryburg)
  - Nicea (Port lotniczy Nicea-Lazurowe Wybrzeże)
  - Paryż
    - (Port lotniczy Paryż-Roissy-Charles de Gaulle)
    - (Port lotniczy Paryż-Orly)

  - Tuluza (Port lotniczy Tuluza-Blagnac)
- Hiszpania
  - Alicante (Port lotniczy Alicante)
  - Barcelona (Port lotniczy Barcelona)
  - Madryt (Port lotniczy Madryt-Barajas)
- Luksemburg
  - Luksemburg (Port lotniczy Luksemburg) – sezonowo
- Niemcy
  - Berlin (Port lotniczy Berlin-Schönefeld) – sezonowo
  - Frankfurt nad Menem (Port lotniczy Frankfurt)
- Rosja
  - Moskwa (Port lotniczy Moskwa-Szeremietiewo)
- Szwajcaria
  - Bazylea (Port lotniczy EuroAirport Bazylea-Miluza-Fryburg)
  - Genewa (Port lotniczy Genewa-Cointrin)
- Turcja
  - Stambuł (Port lotniczy Stambuł-Atatürk)
- Wielka Brytania
  - Londyn (Port lotniczy Londyn-Heathrow)
- Włochy
  - Rzym (Port lotniczy Rzym-Fiumicino)

## Flota
Według stanu na styczeń 2025 flota Air Algérie składała się z 55 samolotów o średnim wieku 16,9 lat:
| Samolot         | Samolot | Samolot   | Liczba miejsc | Liczba miejsc | Liczba miejsc | Liczba miejsc | Uwagi |
| Model           | Aktywne | Zamówione | B             | P             | E             | Łącznie       | Uwagi |
| --------------- | ------- | --------- | ------------- | ------------- | ------------- | ------------- | ----- |
| ATR 72-500      | 15      | -         | -             | -             | 66            | 66            |       |
| Airbus A330-200 | 8       | -         | 18            | 14            | 219           | 251           |       |
| Airbus A330-200 | 8       | -         | 12            | 40            | 211           | 263           |       |
| Airbus A330-900 | -       | 3         |               |               |               |               |       |
| Boeing 737-600  | 5       | -         | 16            | -             | 85            | 101           |       |
| Boeing 737-700  | 2       | -         | 8             | -             | 104           | 112           |       |
| Boeing 737-800  | 25      | -         | 24            | -             | 120           | 144           |       |
| Boeing 737-800  | 25      | -         | 16            | -             | 132           | 148           |       |
| Boeing 737-800  | 25      | -         | 24            | -             | 138           | 162           |       |
| Łącznie         | 55      | 3         |               |               |               |               |       |